# Извержение вулкана Фаградальсфьядль (2021)
Извержение вулкана Фаградальсфьядль (исл. Fagradalsfjall, [ˈfakraˌtalsˌfjatl̥]) в Исландии началось вечером 19 марта 2021 года в 20:45 по местному времени.

## Характеристика вулкана
Фаградальсфьядль  (дословно — «гора красивой долины») расположен на юго-западе Исландии, в центре полуострова Рейкьянес в северо-восточной части муниципалитета Гриндавик региона Сюдюрнес, неподалеку от города Гриндавик и в 30 км к юго-западу от Рейкьявика в долинах, называемых Гельдингадалир.
Вулкан является частью вулканической системы Фаградальсфьядль , принадлежащей к вулканическому поясу Рейкьянес, и представляет собой вулкан-туйю, образовавшийся под ледником около 100 000 лет тому назад во время последнего ледникового периода. Вулкан вытянут с востока на запад — ширина у основания 7,7 км, длина около 15 км и представляет собой небольшое плато с несколькими вершинами, холмами и скалами из туфа. Вершина вулкана имеет высоту 385 метров над уровнем моря (или 224 метра над окружающей местностью) и является самой высокой точкой на полуострове Рейкьянес.
Потенциальными последствиями извержений в вулканической системe Фаградальсфьядль могут быть разрушение близлежащего города Гриндавик и дорожной инфраструктуры на полуострове Рейкьянес, а также значительное газовое загрязнение.

## Хронология

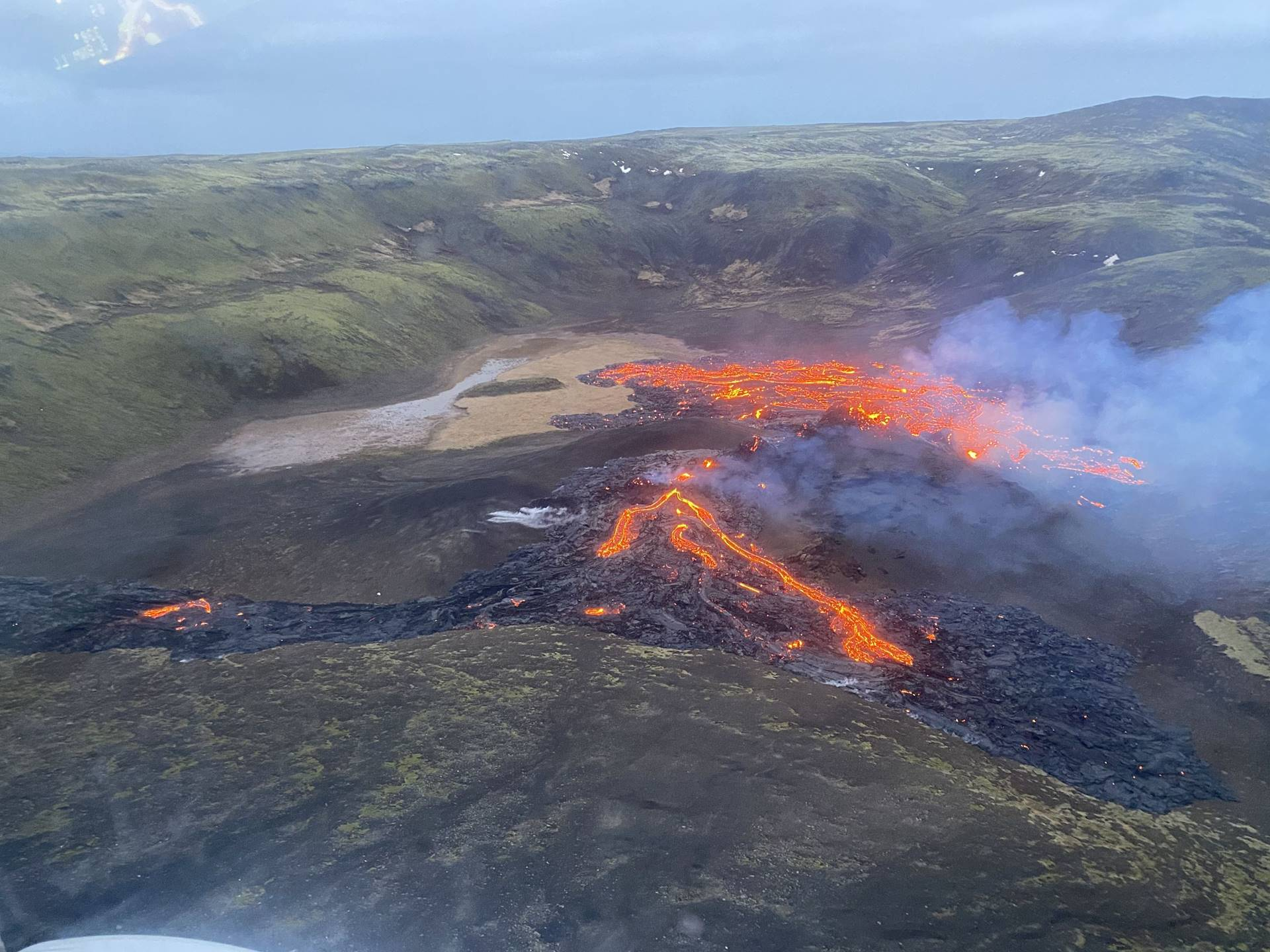
Фотография извержения утром 20 марта 2021, сделанная с вертолёта Департамента гражданской защиты и управления чрезвычайными ситуациями

В начале 2020 года в окрестностях Гриндавика усилилась сейсмическая активность. На протяжении 2020 года произошло несколько тысяч подземных толчков силой в 1—2 балла на глубине 7—10 км, а GPS-замеры, проводимыми Метеорологическим институтом Исландии, зафиксировали перемещение земной коры. Сейсмическая активность продолжала увеличиваться и достигла максимума в феврале 2021 года (до 5 тысяч подземных толчков в сутки), при этом сила толчков достигала 5,8 баллов.
В середине марта 2021 года количество и сила толчков резко ослабла, а исследования показали, появились так называемые триггерные землетрясения, возникающие при разрядке напряжения из-за давления магматического канала, образовавшегося под Фаградальсфьядлем. Обработка данных GPS и снижение сейсмической активности указывали на то, что поток магмы в магматическом очаге замедлился и в скором времени последует извержение.
После нескольких небольших триггерных землетрясений извержение началось около 20:45 19 марта 2021 года. Судя по кадрам, сделанным с вертолета береговой охраны, извержение происходит через трещину длиной около 500-700 м. Один из потоков лавы течёт на юго-запад, другой направлен на запад. Конец юго-западного лавового потока находится примерно в 2,6 км от дороги Сюдюрландсвегюр, идущей по южному побережью Рейкьянеса.
В ходе извержения выделяется много вулканических газов, поэтому Исландский Департамент гражданской защиты и управления чрезвычайными ситуациями предупреждает людей, находящихся в непосредственной близости к вулкану, о высокой загазованности и просит их покинуть зону извержения.
Исходя из данных, полученных утром 20 марта, видно, что пока извержение ограничено небольшой долиной Гельдингадалир и маловероятно, что поток лавы нанесет значимый ущерб. Вулканический пепел извержения в воздухе не обнаружен. Власти Исландии внимательно следят за развитием событий, особенно в отношении газового загрязнения. Важно отметить, что территория близкая к местам извержения, является опасной зоной, и есть ограничения на пребывания в ней.
С 18 сентября в районе Фаградалсфьядла не наблюдалось извержений, но в атмосфере все ещё есть небольшие количества газа. Во время извержения вокруг Фаградальсфьядла был обнаружен сигнал дефляции, скорее всего, из-за выхода магмы из глубокого резервуара, который питал извержение.
Однако с конца сентября на полуострове Рейкьянес была обнаружена инфляция(после прекращения эруптивной активности). Сигнал был идентифицирован как при наблюдениях GNSS, так и при наблюдениях InSAR, и в целом он коррелирует с областью, которая снижалась во время извержения. Наиболее вероятная причина нынешней инфляции - возобновление притока магмы на глубину.
Возможно, что множество землетрясений, начавшихся в конце сентября к югу от Кейлира, мог быть связан с притоком новой магмы, хотя в это время на поверхности не было обнаружено никакой деформации.
По состоянию на ноябрь 2021 на южном склоне вулкана имеются следы выброса красного вулканичического шлака. На самом же поле извержения желтые серные следы от выброса диоксида серы(сернистого газа) SO2.

## Туризм

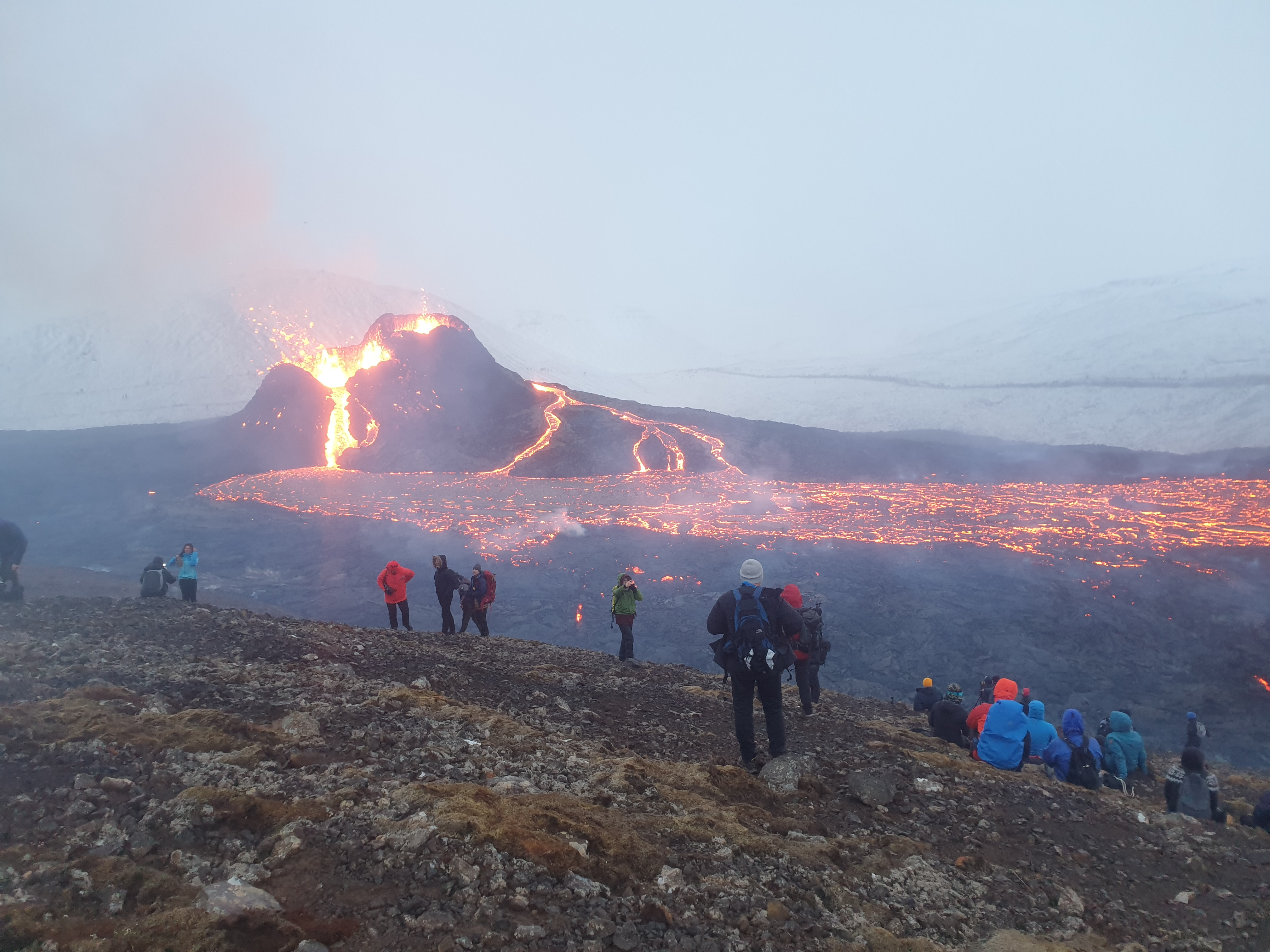
Туристы на фоне извержения

Извержение вулкана вызвало большой интерес у местных жителей и туристов. Несмотря на все предупреждения властей Исландии и спасателей, возле кратера вулкана и в его окрестностях ежедневно замечают до 5 тысяч человек. Дороги Гриндавикюрвегюр (№43) и Сюдюрстрандарвегюр (№427), по которым можно добраться мест, где начинаются горные тропы ведущие к Фаградальсфьядль, уже более недели полностью заполнены автомобилями, которые стоят в многокилометровых пробках по несколько часов, что не характерно для этого региона и времени года. Принимая во внимание жалобы жителей на опасность несчастных случаев, власти распорядились установить в окрестностях вулкана круглосуточный пост полиции и спасателей, а также выставить столбики со светоотражающими элементами вдоль горных троп. Полиция направляет людей и подсказывает оптимальный маршрут, с учётом направления ветра и движения потока вулканических газов. Власти рассматривают создание дополнительной пешеходной тропы к вулкану, так две имеющие не справляются с потоком желающих посмотреть на извержение.и
Из-за небывалой загруженности дороги Сюдюрстрандарвегюр и по соображениям безопасности начальник полиции Сюдюрнеса принял решение полностью закрыть движение по Сюдюрстрандарвегюр в 21:00 28 марта и до 24:00 очистить окрестности вулкана от посетителей.